# 塞西拉图尔站
塞西拉图尔站是一个法国铁路车站，位于法國涅夫勒省的塞西拉图尔境内。

## 地理位置
塞西拉图尔站位于塞西拉图尔市区以南，讷韦尔－沙尼铁路的52.376公里处。车站呈东西走向，开口朝北。

## 停靠线路
以下列车线路在塞西拉图尔站停靠：
| File:Sncf-logo.svg 塞西拉图尔站列车线路表 |      |        |        |              |
| 线路                                      | 车种 | 上一站 | 下一站 | 大致运行频率 |
| 讷韦尔—欧坦/第戎                          | TER  | 德西兹 | 吕济   | 每天8趟左右  |
| 1.                                        |      |        |        |              |

## 配套交通

### 长途客运线路
| 停靠塞西拉图尔汽车站的大巴车 |                                                                      | |
| 上下车地点                   | 运营单位                                                             | 主要目的地 |
| 塞西拉图尔站 门口            | 勃艮第-弗朗什-孔泰 大区城际客运 MobiGo                               | LR504 德西兹 · 韦尔讷伊 · 旺德内斯 · 穆兰恩吉勒贝尔 · 巴祖瓦地区唐奈 · 巴祖瓦地区沙提永 LR506 德西兹 · 韦尔讷伊 · 富尔 · 弗莱提 · 吕济 |
| 塞西拉图尔站 门口            | （当铁路线施工或罢工时，SNCF可能也会提供途径该线路沿途站点的大巴车） | |
| 1. 2. 3. 4.                  |                                                                      | |

### 城市公共交通
塞西拉图尔站附近暂无城市公共交通线路。

## 临近车站
| 塞西拉图尔站（Gare de Cercy-la-Tour） |                              |               |
| 上行车站                              | 线路                         | 下行车站      |
| 德西兹站 14.5km ←                     | 讷韦尔－沙尼铁路             | 吕济站 → 30km |
| （货运）                              | 克拉姆西－卢瓦尔河畔吉伊铁路 | （已关闭）    |
| - 注：本表仅显示运营中的线路及车站    |                              |               |